# Krásný Dvůr (přírodní památka)
Krásný Dvůr je přírodní památka jihozápadně od Krásného Dvora v okrese Louny. Chráněné území s rozlohou 95,34 ha, které se svou plochou kryje se zámeckým parkem, bylo vyhlášeno 27. února 2012 a je v péči Krajského úřadu Ústeckého kraje.

## Předmět ochrany
Důvodem jeho zřízení je ochrana xylofágního hmyzu, zejména brouků kovaříka rezavého (Elater ferrugineus), nosorožíka kapucínka (Oryctes nasicornis), páchníka hnědého (Osmoderma barnabita), roháče obecného (Lucanus cervus) a tesaříka většího a jejich biotopů.